# 埼玉県立春日部高等学校
埼玉県立春日部高等学校（さいたまけんりつ かすかべこうとうがっこう）は、埼玉県春日部市粕壁に所在する県立高等学校。
通称は「春高」（かすこう）。スーパーサイエンスハイスクール (SSH) 指定校。

## 概要
1899年（明治32年）に創設された男子校。校訓を「質実剛健」、教育方針を「文武両道」としている。制服は一般的な金ボタン5個の黒詰襟学生服。制帽も制定されていたが現在は廃止している。

### 施設
1955年（昭和30年）竣工の木筋コンクリート製の旧校舎は1999年（平成11年）に解体され、同年2学期より旧野球グラウンドに建設された新校舎に移転した。現在の設備は太陽発電が行えるほか、震災に備えて、非常食や飲料も完備されている。2006年（平成18年）には、在学生保護者の出費により各教室は冷暖房完備となった。食堂と音楽ホールも設置されている。
旧校舎跡地には外野に芝生が敷設された新・野球グラウンドが設置された。

### 学校行事
5月にバレーボール大会、6月に文化祭である「春高祭」、7月に水泳・卓球大会、芸術鑑賞会、10月に体育祭である「大運動会」、11月に渡良瀬遊水地での1万メートル持久走大会、12月にサッカー・バスケットボール大会が催される。各種スポーツイベントではクラス間で年間総合ポイントを競う。その他に文化行事として、二年次の修学旅行（広島・京都）などの行事がある。6月の「春高祭」については、各クラス・部活動の行事のほか、春高生によるミス・コンテスト、女子高生とのフォークダンスや女子高招待企画と、女子高との交流が行われる。また、10月の大運動会の入場行進では、3年生による仮装行列が行われる。

### 部活動
陸上競技部はインターハイ累積得点は埼玉県で第1位。2006年度（平成18年度）の大阪インターハイでは、男子100mで優勝した。また、春高の行事・試合で活動する応援指導部は1924年（大正13年）創部で、浦和・川越・熊谷・松山・不動岡の各高校の応援団と六校合同（六校応援団連盟として組織化）しており、東京六大学応援団連盟主催の「六旗の下に」にならって、毎年1回2月に「日輪の下に」を開催する。埼玉県立浦和高校、川越高校、熊谷高校との交流がある。またオーストラリアのビクトリア州立メルボルン・ハイスクール(en: Melbourne High School)と国際的な交流を行っている。

### 立地
粕壁旧市街地の西方に位置しており、学校用地の周辺はかつて主に農地であったが、今日では新市街地の拡大により周辺は住宅地などとなっている。東武野田線八木崎駅より約100mの位置に所在しており、北東に浜川戸郵便局・春日部八幡神社・春日部稲荷神社・浜川戸砂丘などが所在している。西方には春日部市消防本部浜川戸分署・国道16号岩槻春日部バイパス・古隅田川蛇行流路跡の付け替え水路などが所在している。

## 沿革
- 1899年（明治32年） - 埼玉縣第四尋常中學校（旧制）が設立される。同年粕壁中學校と改称。
- 1907年（明治40年） - 校歌制定。
- 1948年（昭和23年） - 埼玉県立粕壁高等学校（新制）と改称。定時制設置。
- 1949年（昭和24年） - 埼玉県立春日部高等学校と改称。
- 1951年（昭和26年） - 第1回春高祭開催。
- 1953年（昭和28年） - 3月25日午前4時20分に火災が発生し、校舎が消失。1955年（昭和30年）に旧校舎竣工。
- 1970年（昭和45年）頃 - 学生運動の嵐が吹き荒れる。制帽自由化。
- 1983年（昭和58年） - 食堂棟竣工。
- 1999年（平成11年） - 新校舎竣工。
- 2010年（平成22年）-
  - 埼玉県教育委員会の「進学指導重点推進校」に指定。
  - 文部科学省のスーパーサイエンスハイスクール (SSH)に指定。2015年、2020年にも再指定を受け現在は3期目)

## 著名な出身者

### 政界
- 木津三郎 (1932年 (昭和7年) 卒　元三郷市長)
- 鈴木泰治 (1937年 (昭和12年) 卒　元八潮市長)
- 野中英二（1940年（昭和15年）卒 元自民党衆議院議員、元国土庁長官）
- 坂本友雄 (1942年 (昭和17年) 卒　元久喜市長)
- 三枝安茂 (元春日部市長)
- 今井宏（1960年（昭和35年）卒 元自民党衆議院議員、元草加市長）
- 中野和信 (1964年 (昭和39年) 卒　元蓮田市長)
- 日森文尋（1967年（昭和42年）卒 元社民党衆議院議員）
- 木村純夫（1969年（昭和44年）卒 幸手市長）
- 永岡洋治（1969年（昭和44年）卒 元自民党衆議院議員、元農林水産省畜産局牛乳乳製品課長）
- 三ッ林裕巳（1974年（昭和49年）卒 元自民党衆議院議員）
- 木下博信（1983年（昭和58年）卒 自民党埼玉県議会議員、元草加市長）
- 宮崎政久（1984年（昭和59年）卒 自民党衆議院議員、法務大臣政務官、弁護士）
- 秋谷昭治（元自民党埼玉県議会議長、開業医）
- 阿部司（日本維新の会衆議院議員）
- 佐久間実（元埼玉県議会議長）

### 官界
- 市川祐三（1969年（昭和43年）卒 元経済産業省大臣官房審議官、高圧ガス保安協会会長）
- 山田昭典（1977年（昭和52年）卒 元公正取引委員会事務総長、国民生活センター理事長）
- 佐原康之（1982年（昭和57年）卒 厚生労働省健康局長）
- 伊藤豊（1982年（昭和57年）卒 金融庁監督局長、森友問題発生時の財務省大臣官房秘書課長）
- 清水重夫（内務官僚、海軍司政長官、官選和歌山県知事、官選三重県知事）

### 財界
- 清原當博（1967年（昭和42年）卒 元ホテルオークラ東京社長、観光関係功労者国土交通大臣表彰）
- 中里克己（1981年（昭和56年）卒 東京海上日動あんしん生命保険社長）
- 大塚勝久（1963年（昭和38年）定時制卒 大塚家具創業者・元代表取締役会長）
- 田村新蔵（東武商事代表取締役、埼玉県多額納税者）
- 小池修（リハプライム代表取締役）
- 佐野喜智平（粕壁宿の老舗・伊勢屋代表取締役社長）

### 学術
- 金子丑之助 日本医科大学元教授 埼玉医科大学元教授、解剖学・医学
- 村山吉廣（早稲田大学名誉教授 中国古典学）
- 関口安義（1953年（昭和28年）卒 都留文科大学名誉教授 日本近代文学）
- 浅子和美（1970年（昭和45年）卒 一橋大学名誉教授 経済学）
- 大野修作（1970年（昭和45年）卒 京都女子大学教授 漢文学・書道学）
- 菅原達也（1977年（昭和52年）卒 京都大学教授 食品科学）
- 藤森健太郎（1983年（昭和58年）卒 群馬大学教授 日本史古代・中世）
- 野地博行（1988年（昭和63年）卒 東京大学教授、日本生物物理学会会長 生物物理学）
- 萩田紀博（ロボット研究者）
- 金澤理康（法学者、早稲田大学教授）
- 山崎清（歯科医、日本歯科医学専門学校教授、鶴見大学名誉教授）

### 文芸
- 三上於菟吉（1909年（明治42年）卒 作家）
- 豊田三郎（1925年（大正14年）卒 詩人）
- 北村薫（1968年（昭和43年）卒 作家 2009年直木賞）
- 秋尾敏（1969年（昭和44年）卒 俳人・俳論家）
- 折原一（1970年（昭和45年）卒 作家）
- 石崎幸二（作家）
- 中川ひろたか（絵本作家）
- 大亜門（漫画家）

### 芸術
- 後藤純男（1946年（昭和21年）卒 日本画家・東京藝術大学元教授 日本画の巨匠）
- 関根祥六（1949年（昭和24年）卒 能楽の巨匠）
- 立原勇（1981年（昭和56年）卒 作曲家)
- 菊池幸夫（1983年（昭和58年）卒 作曲家、国立音楽大学教授）
- 麦倉忠彦（彫刻家）

### 芸能
- 柳原陽一郎（ミュージシャン、元“たま”、現在ソロ）
- 西川浩幸（舞台俳優、演劇集団キャラメルボックス所属）
- 片桐仁（コメディアン、ラーメンズ・俳優・彫刻家)
- 唐沢菜々江（銀座クラブ経営者）
- きくりん（コメディアン）
- 三遊亭楽生（落語家）
- 春風亭一之輔（落語家）
- 坂西良太（俳優）

### メディア
- 芝山努（1959年（昭和34年）卒 アニメ監督 ドラえもん、ちびまる子ちゃんなど）
- 長谷川憲司（1993年（平成5年）卒 元日本テレビアナウンサー）
- 矢野了平（放送作家）
- 内田直之（鹿児島讀賣テレビアナウンサー）
- 片平敦（気象予報士）
- 細渕武揚（ラジオ日本アナウンサー）
- 石井玄（ニッポン放送社員、元ラジオ番組制作会社ディレクター）
- 蓮見清一（宝島社創業者・社長）
- 島田政男（NHKアナウンサー）
- 斎藤政直（NHKアナウンサー）
- 伊藤遼（日本テレビアナウンサー）
- 鎌田正明（作家、元毎日放送アナウンサー）

### スポーツ
- 高林隆（1950年（昭和25年）卒 元サッカー日本代表）
- 木下富雄（元プロ野球選手）
- 青島健太（元プロ野球選手、タレント、日本維新の会参議院議員)
- 宮部行範（元スピードスケート選手・アルベールビル五輪銅メダリスト）
- 宮下宏紀（躰道選手、湯島道場所属）
- 鹿野洵生（バスケットボール選手）
- 青木涼真（陸上競技選手）

## 著名な教職員
- 加藤楸邨 - 旧制中学校時代に1929年から8年間、同校の教員を勤めており、俳句を始めたのはこの時期とされる。
- 川内優輝 - 新規採用から2013年度（平成25年度）まで同校の定時制職員だった。2014年度（平成26年度）より久喜高校定時制へ異動。

## 事件
2002年6月に同校の定時制課程に当時在学していた1年生の男子生徒が同じ学校に通う上級生・同級生から集団暴行を受けて死亡する事件が起こり、暴行に関わった同級生・上級生らが逮捕された。警察の調べに対して少年らは、「借金を返すよう呼び出したが、待ち合わせ時間に遅れたので暴行した」と供述した。